# Rosaleda de Saverne

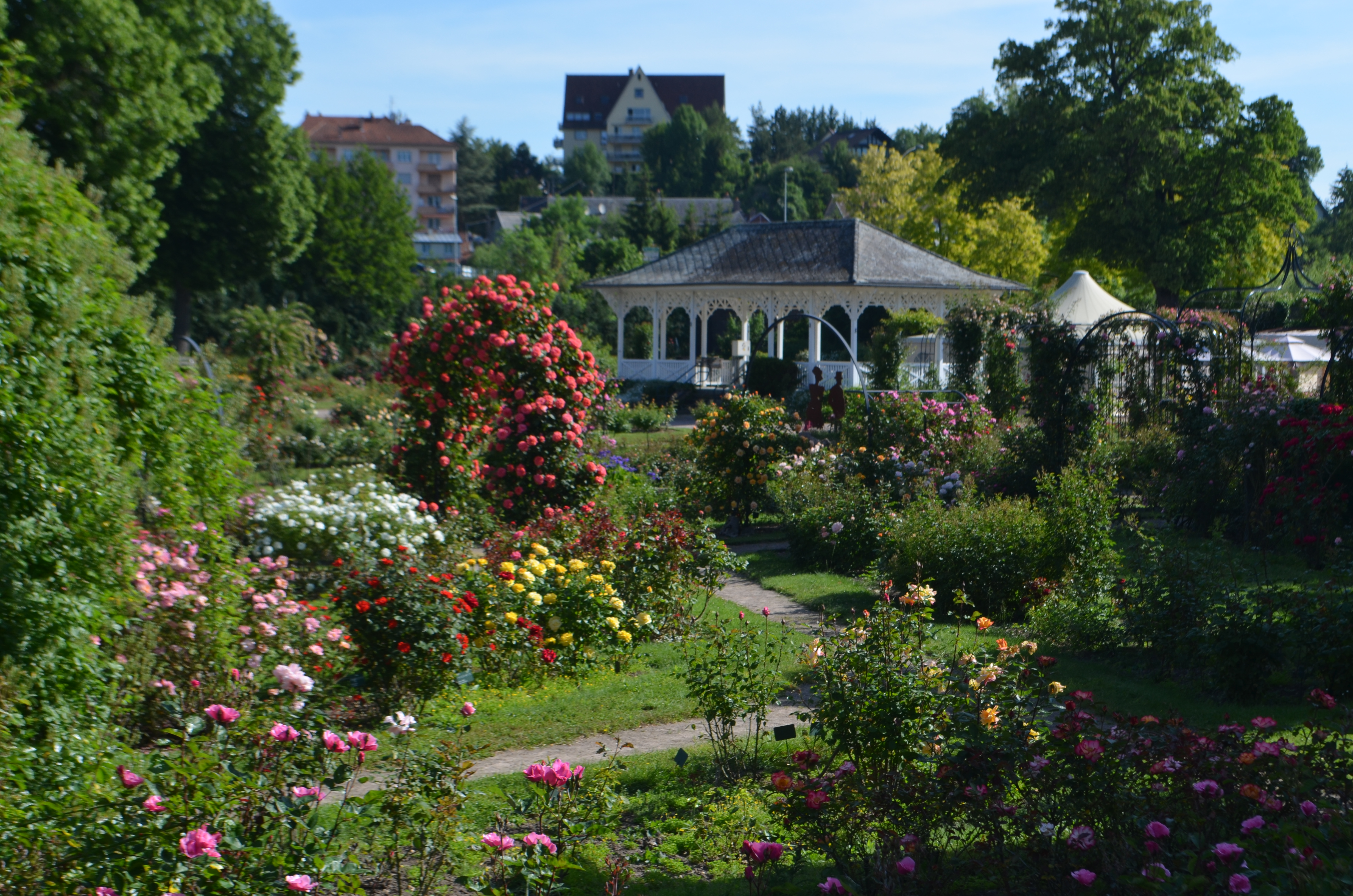
Roseraie de Saverne

La Rosaleda de Saverne ( en francés: Roseraie de Saverne) es una rosaleda, y jardín botánico de 2.5 hectáreas de extensión, que se encuentra en Saverne, Francia.
Fue creada en 1898 por la « Société alsacienne et lorraine des amis des roses » (Sociedad de Alsacia Lorena de amigos de las rosas).

## Localización
Los jardines se encuentran al pie del "Col de Saverne" (Paso de Saverne) a una altitud de 335 m s. n. m.
Son una contribución que hace de Saverne la « ville des Roses ».
Roseraie de Saverne rue de la Roseraie Saverne, Département de Bas-Rhin, Alsace, France-Francia.

## Historia
La Sociedad de « Amis des roses » fue creada en 1898, por un obtentor, Louis Walter, con 25 miembros y 90 seis meses después. Su objetivo era promover el cultivo de rosas. Libros y periódicos estaban disponibles para los miembros.
La asociación, desde la fundación de la Sociedad, hizo una investigación para encontrar un terreno común y eligió uno llamado « pré de l'hôpital » que tenía la mitad del tamaño actual. El arquitecto y rosalista Peter Lambert de la ciudad alemana de Tréveris que diseñó los planos de la rosaleda. La entrada de la época fue por la espalda (rue de la Roseraie). Tras el desarrollo de las carreteras de alrededor la entrada fue trasladada y la rosaleda ha crecido en la zona.
En 1911, la rosaleda fue ampliada y en 1923, en un 25º aniversario, tuvo lugar la primera concurso y competición internacional de rosas nuevas. La rosaleda ya contaba con más de 2000 rosales.
En 1937 tuvo lugar el bautismo de la rosa ‘Ville de Saverne’ y Saverne fue declarada « cité des roses » (ciudad de las rosas).
En 2003, la rosaleda de Saverne obtuvo la « distinction d'excellence des jardins » por la Federación mundial de las sociedades de la rosa.
Desde el año 2004, el mantenimiento está a cargo de la Ciudad de Saverne y la actividad de la asociación es exclusivamente de la animación y promoción de la rosaleda.

## Colecciones
La rosaleda alberga unas 550 variedades cultivares de rosas, con unos 8500 pies de rosales tanto de,
- Rosas antiguas de jardín,
- Rosas modernas de jardín.

Desde 1923 (para el 25º aniversario de la Sociedad) se celebra cada año el concurso internacional de rosas nuevas de Saverne.
Para participar la rosa que se presente deberá ser inédita, no comercializada y permanecer en el lugar dos o tres años en los parterres de la rosaleda. Los criterios de elección son la resistencia a enfermedades y al frío, la belleza de la flor y follaje, el porte en general, la armonía de las flores, follaje y colores y fragancias.
Otras de las actividades principales en la rosaleda son los cursos y las prácticas de injertos.